# ランゲンアルトハイム
ランゲンアルトハイム (ドイツ語: Langenaltheim) はドイツ連邦共和国バイエルン州ミッテルフランケン行政管区のヴァイセンブルク＝グンツェンハウゼン郡に属す町村（以下、本項では便宜上「町」と記述する）である。この街はミッテルフランケンの南端であり、従って全フランケン地方の最も南にあたる。この街はオーバーバイエルン、シュヴァーベンと境を接する3つの地方の境界である。

## 地理

### 位置
ランゲンアルトハイムは、ヴァイセンブルク＝グンツェンハウゼン郡の南部、フレンキシェ・アルプの一部であるヴァイセンブルガー・アルプの高地の海抜約 556 m に位置する。この町は、西ミッテルフランケン地方、トロイヒトリンゲンの南約 8 km、アルトミュール川の西約 4 km のアルトミュールタール自然公園内にある。町域内には、ランゲンアルトハイム地区の南にあるオーバホルツ森林地区をはじめ多くの森がある。この町の南端はレクリンガー・タールで、この谷には3つのラント（地方）の境界、フランケンの最南端、オーバーバイエルンの最西端がある。ランゲンアルトハイムの町域にあるこの他の谷には、レーリンガー・タール、パッペンハイマー・タールがある。ランゲンアルトハイムを州道2217号線が通っており、中核部の西を連邦道2号線が通っている。ランゲンアルトハイムの森の中には多くの工場があり、トロイヒトリンゲン大理石やゾルンホーフェン石灰岩を加工している。ランゲンアルトハイマー・ハールトの南東にある旧採石場はバイエルンの美しいジオトープの71位にランキングされている。町域は山がちで、シュタンバス（海抜 571.7 m）、キューベルク（海抜 556.5 m）、シュランデルベルク（海抜 568 m）などがある。

### 隣接する市町村
ランゲンアルトハイムは、北はトロイヒトリンゲン、北東はパッペンハイム、東はゾルンホーフェン、南東はメルンスハイム、南はレクリング、南西はモーンハイムと境を接している。

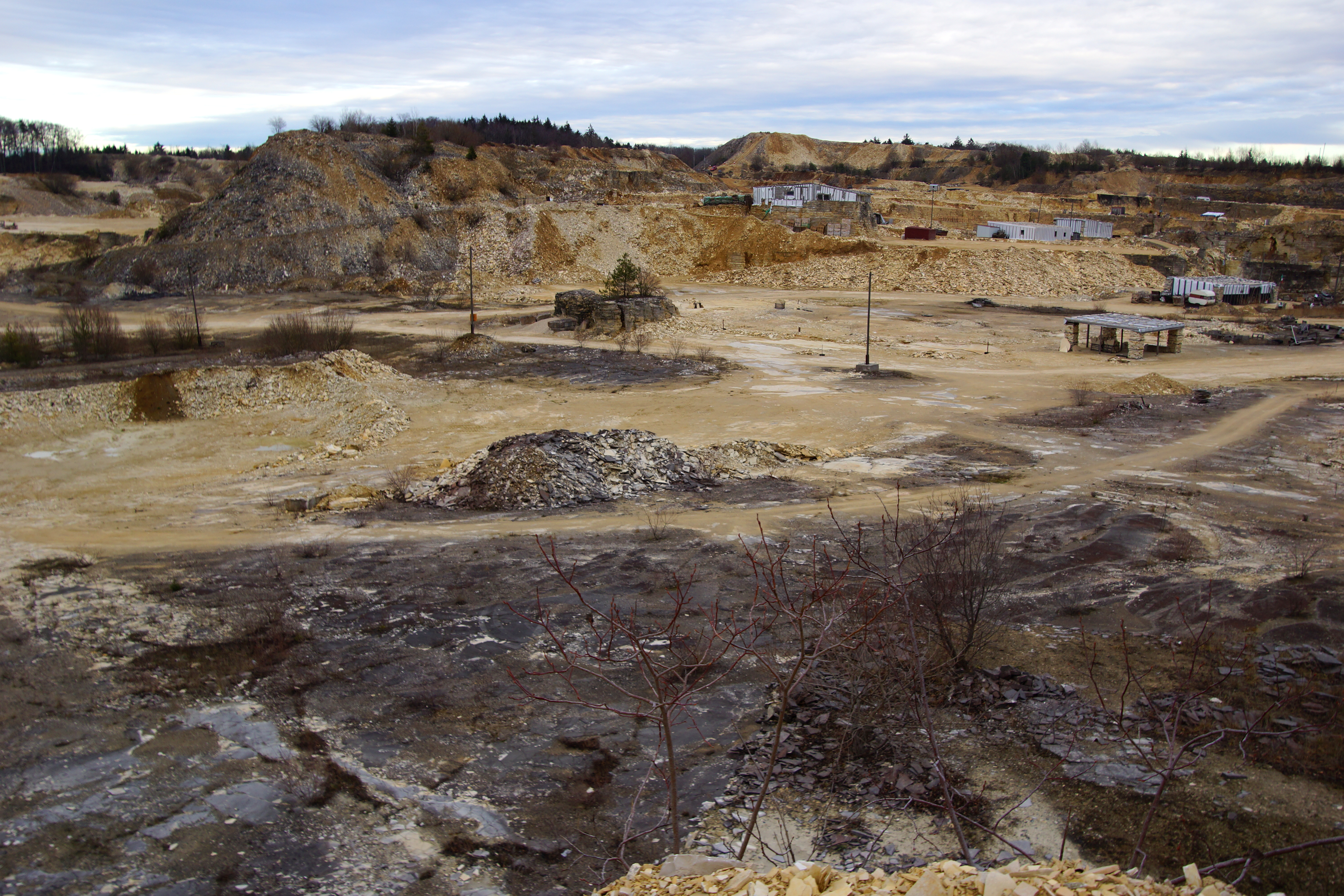
ランゲンアルトハイマー・ハールト採石場

### 自治体の構成
自治体としてのランゲンアルトハイムは、9つのゲマインデタイル（小地区）からなる。
| - アルトハイマースベルク - ビュッテルブロン - ヘーフェン - ランゲンアルトハイム - ランゲンアルトハイマー・ハールト | - ロンホーフ - マウトハウス - ノイヘルベルク - レーリンゲン |

ゲマルクング（伝統的な地籍区分）は、ビュッテルブロン、ランゲンアルトハイム、レーリンゲンである。

## 歴史

### 自治体の成立まで
ランゲンアルトハイムは1541年までフランケン帝国クライスの一部をなすパッペンハイム伯領に属した。1806年のライン同盟規約によりこの村はフランケンの他の村と同様にバイエルン王国領となった。バイエルンの行政改革に伴う自治体令により1818年に政治上の自治体ランゲンアルトハイムが成立した。

### 町村合併
バイエルン州の地域再編に伴い、1971年4月1日にレーリンゲンが合併した。1972年1月1日に、廃止された自治体ハーク・バイ・トロイヒトリンゲンの一部であったヘーフェン、ローホーフ、ノイヘルベルクがこの町に合併した。ビュッテルブロンは1978年5月1日にこれに加わった。

## 住民

### 人口推移
- 1961年: 2,447人[6]
- 1970年: 2,383人[6]
- 1987年: 2,224人
- 1991年: 2,356人
- 1995年: 2,562人
- 2000年: 2,523人
- 2005年: 2,434人
- 2010年: 2,334人
- 2015年: 2,227人[7]
- 2020年: 2,234人[7]

## 行政

### 議会
ランゲンアルトハイムの町議会は14議席からなる。

### 首長
この町の町長はアルフレート・マデラー (Freie Wähler) で、2020年の町長選挙では 89.8 % の支持票を得て、再選された。

### 紋章
図柄: 頂部は銀色と青のヴェアからなる。その下の主部は赤地に銀色の柄がついた銀のツルハシ。その周囲に、上に2つ、下に1つ配置された、合計3つの、突起が5つある銀の星。
この紋章は1971年から用いられている。
紋章の由来: この紋章は、ランゲンハイムの重要な3つの貴族家および宗教上の支配者に由来する。ヴェアは、1541年から1806年までランゲンアルトハイムの領主であったパッペンハイム伯の紋章から採られた。星はメルンスハイム家の紋章、銀と赤の配色はアイヒシュテット司教領を表している。両者は町域内に所領を有していた。

## 文化と見所

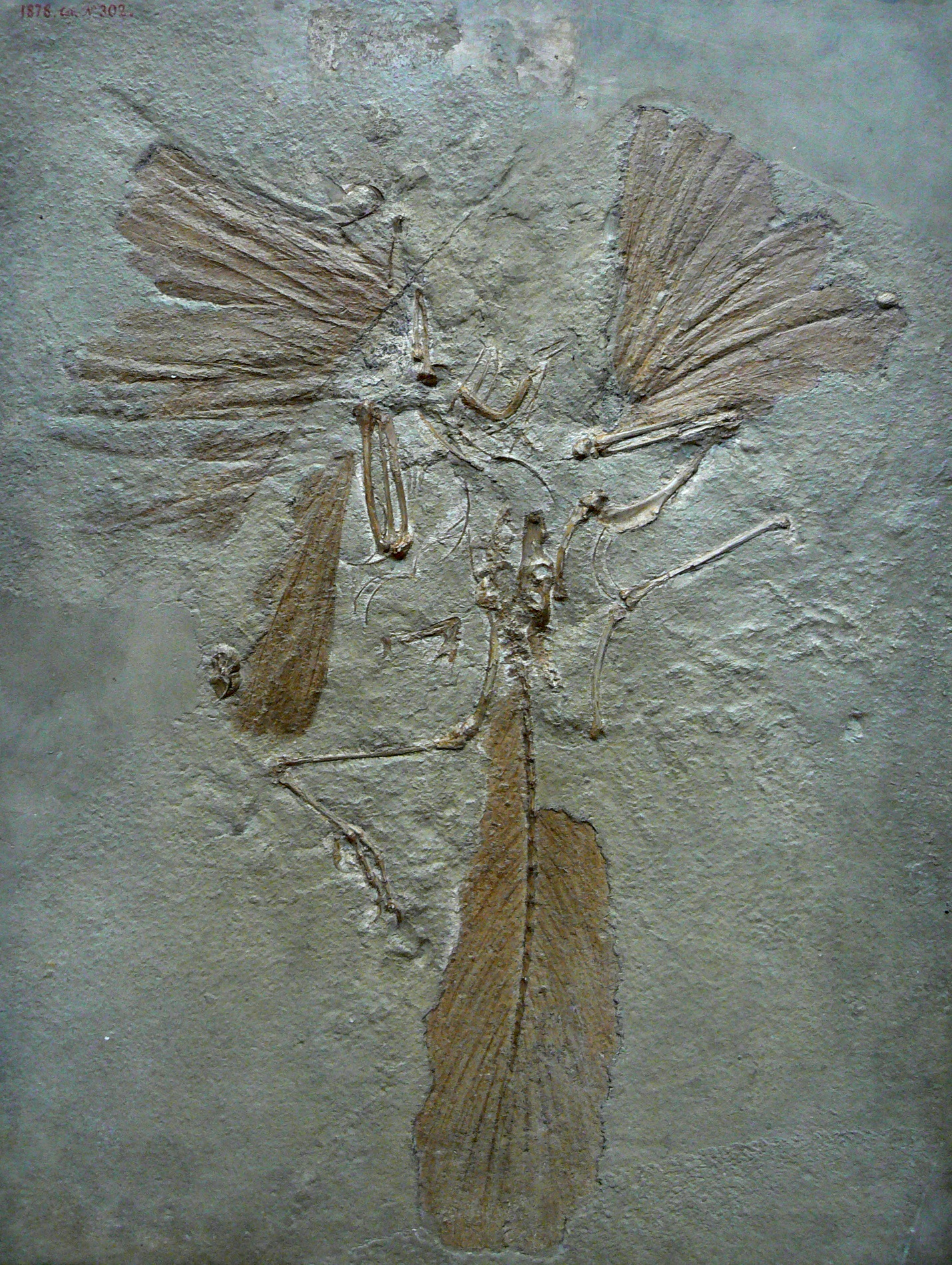
ランゲンアルトハイム町内で発掘され、ロンドン自然史博物館に収蔵されている始祖鳥の第1標本

ランゲンアルトハイムにはヴィリバルツ教会とヨハニス教会（ともに福音主義）がある。町境に面したランゲンアルトハイマー・ハールトはバイエルンで最も美しいジオトープの1つに数えられる。
始祖鳥標本のうち、1番目のロンドン標本（ロンドン自然史博物館蔵）、3番目のマックスベルク標本（行方不明）、7番目のミュンヘン標本（ミュンヘン古生物博物館）が町内の石切場で発見された。

## 経済と社会資本

### 経済
公式統計によれば、2020年にこの町で働く社会保険支払い義務のある就労者は357人、このうち商業および交通業分野に59人が従事している。この町に住む社会保険支払い義務のある就労者は合計949人であった。2016年現在、27件の農家があり、農業用地の面積は1,318ヘクタールであった。このうち、758ヘクタールが耕作地、560ヘクタールが牧草地などの緑地であった。

### 教育
- 幼稚園: 2020年現在、1園、定員128人、在籍園児数105人[14]。
- 基礎課程学校: 2020/21年の学年現在、1校、4クラス、教員数4人、児童数68人[15]。

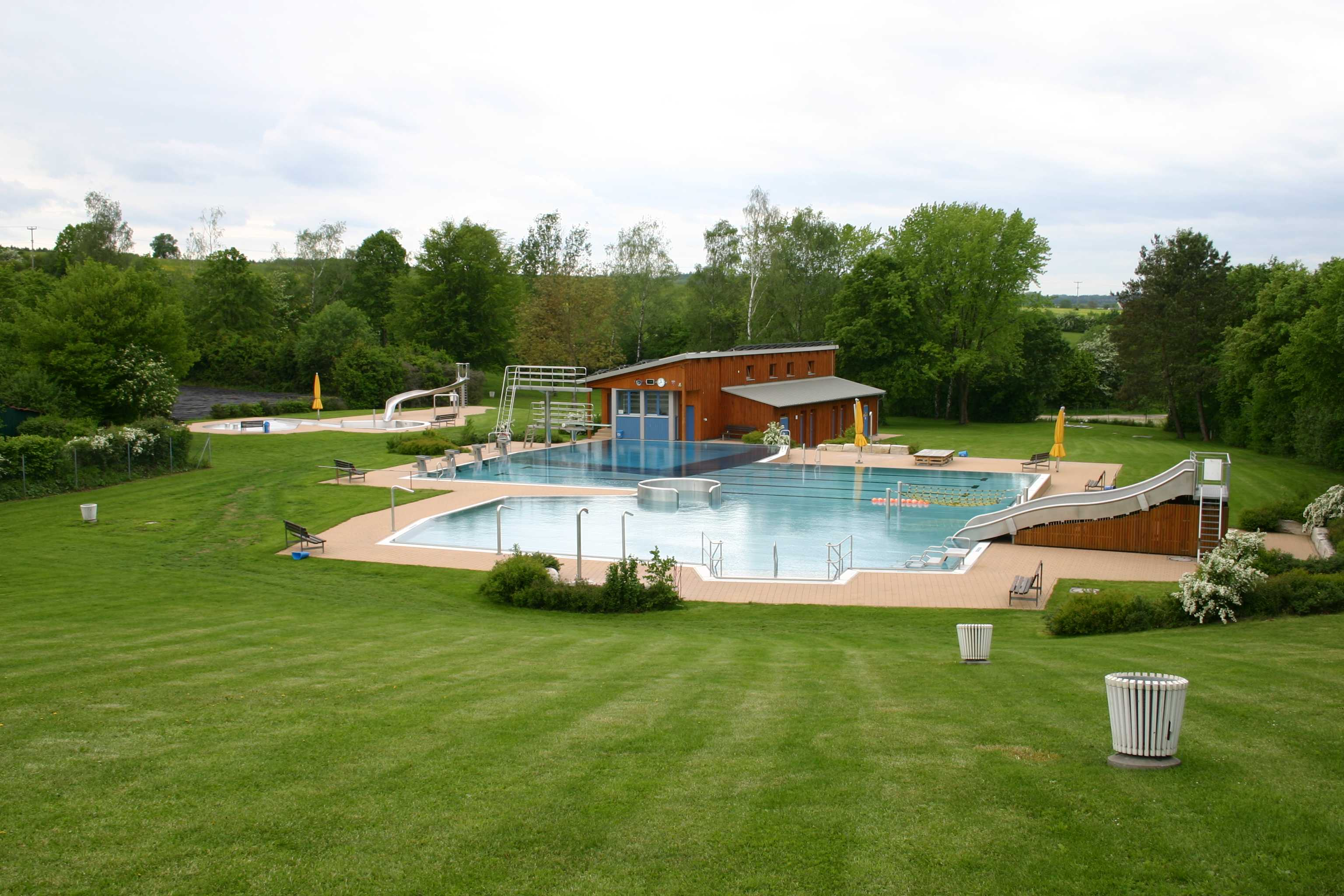
ランゲンアルトハイム屋外プール

### その他の施設
- 広い休憩用の芝生広場がある屋外プール
- オフロード・パーク・ランゲンアルトハイム[16]

### 交通
州道2217号線がランゲンアルトハイムを通っている。この道路はゾルンホーフェンから来て、町の約 2 km 北西で連邦道2号線に合流する。

## 人物

### ゆかりの人物
- ハンス・ツィシュラー（1947年 - ）俳優、脚本家、翻訳家、写真家。ランゲンアルトハイムで育った。

## 関連図書
- Johann Kaspar Bundschuh (1801). “Langenaltheim”. Geographisches Statistisch-Topographisches Lexikon von Franken. Band 3: I–Ne. Ulm: Verlag der Stettinischen Buchhandlung. p. 265 2022年5月29日閲覧。
- Leonhard Schauer (2002). Der Juraort Langenaltheim mit seinen Ortsteilen Büttelbronn, Rehlingen und dem Steinbruchgebiet Langenaltheimer Haardt. Solnhofen
- Ludwig Stauffer (1998). Langenaltheim, Büttelbronn und Rehlingen in alten Bildern. Horb am Neckar: Geiger. ISBN 978-3-89570-476-5